# 希欧福克区
希欧福克区（匈牙利語：Siófoki járás），是匈牙利绍莫吉州的一个区，总面积657.05平方公里，总人口51,099人（2011年），人口密度78人/平方公里。中心城市为希欧福克。

## 市镇
希欧福克区包含3个城镇、一个大村和20个村庄。